# Tabernaemontana eusepala
Tabernaemontana eusepala är en oleanderväxtart som beskrevs av A. Dc.. Tabernaemontana eusepala ingår i släktet Tabernaemontana och familjen oleanderväxter. Inga underarter finns listade i Catalogue of Life.